# Cookstown (District)
Cookstown (irisch An Chorr Chríochach) war einer der 26 nordirischen Districts, die von 1973 bis 2015 bestanden. Der District lag in den traditionellen Grafschaften Tyrone und Londonderry. Der Verwaltungssitz war die Stadt Cookstown. Weitere bedeutende Orte waren Pomeroy, Moneymore, Coagh und Stewartstown. Zum 1. April 2015 ging er im neuen District Mid Ulster auf.
Der District lag am Ostufer von Lough Neagh.

## Cookstown Council
Die Wahl zum Cookstown Council am 11. Mai 2011 hatte folgendes Ergebnis:
| Partei | Partei                                    | Ergebnis 2011 | Ergebnis 2011 | Veränderung zu 2005 | Veränderung zu 2005 |
| Partei | Partei                                    | Sitze         | Stimmen       | Sitze               | Stimmen             |
| ------ | ----------------------------------------- | ------------- | ------------- | ------------------- | ------------------- |
|        | Sinn Féin                                 | 6             | 39,1 %        | 1                   | 5,6 %               |
|        | Social Democratic and Labour Party (SDLP) | 4             | 18,0 %        | −1                  | 0,7 %               |
|        | Democratic Unionist Party (DUP)           | 3             | 18,1 %        | 0                   | −4,4 %              |
|        | Ulster Unionist Party (UUP)               | 3             | 16,9 %        | 0                   | −2,6 %              |
|        | Traditional Unionist Voice                | 0             | 7,4 %         | 0                   | 7,4 %               |